# Esteve Pujol i Badà
Esteve Pujol i Badà (Camprodon, Ripollès, 1953) és un arquitecte i polític català, alcalde de Camprodon i diputat al Parlament de Catalunya en la VII, VIII i IX Legislatures.
És llicenciat en arquitectura superior per la Universitat Politècnica de Catalunya (UPC). Militant del Partit Socialista de Catalunya-Congrés el 1977, l'any següent es va integrar al Partit dels Socialistes de Catalunya (PSC-PSOE), en el que ha tingut diverses responsabilitats en l'àmbit de les comarques gironines.
A les eleccions municipals espanyoles de 1991 fou escollit regidor de l'Ajuntament de Camprodon, d'on en fou escollit l'alcalde a les eleccions municipals espanyoles de 1995, i ha mantingut el càrrec fins a les eleccions municipals de 2015. Ha estat diputat provincial de la Diputació de Girona (1993-1999) i diputat a les eleccions al Parlament de Catalunya de 2003, 2006 i 2010.